# Gnomon

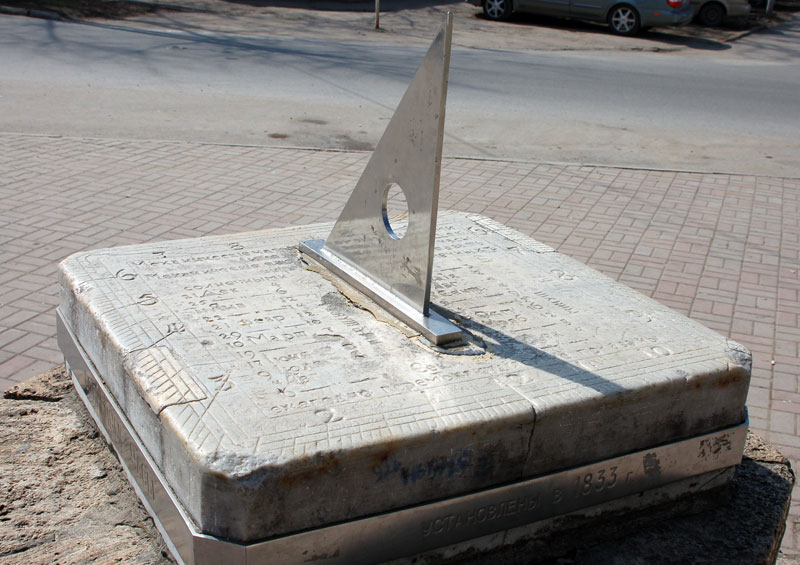
Gnomon

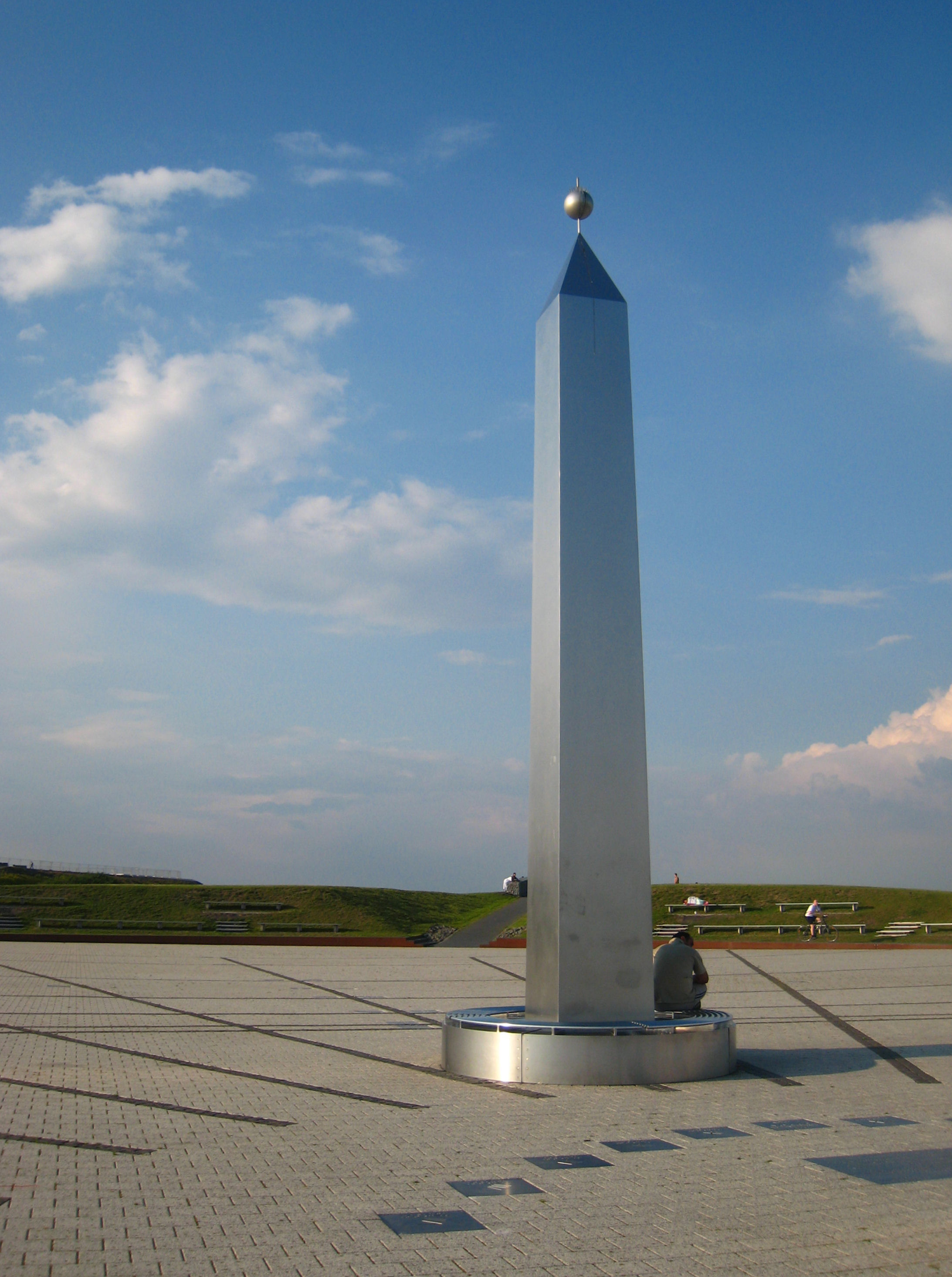
Współczesny poziomy zegar słoneczny z gnomonem w postaci obelisku

Gnomon (stgr. γνώμων – wskazówka zegara słonecznego) – jeden z najstarszych i najprostszych przyrządów astronomicznych. Najczęściej jest to odpowiednio osadzony pręt (kolumna, pionowy słup lub kijek wbity w ziemię), którego cień wskazuje położenie Słońca (deklinacja). Długość i kierunek cienia gnomonu wyznaczają wysokość i azymut słońca. Używany często też w zegarach słonecznych. Gnomon był używany przez astronomów starożytnych do oznaczania wysokości i zboczeń ciał niebieskich.
Używano go również do wyznaczania kierunków świata przy budowie np. świątyń. Metodę orientowania podaje Witruwiusz w dziele O architekturze ksiąg dziesięć (De architectura I,6,6-7).
Gnomony budowano w Egipcie, Mezopotamii, Chinach, Indiach, od ok. 3 tys. lat p.n.e. Wznoszone na placach publicznych, stanowiły prawzór zegarów publicznych. Obecnie wiele z nich zdobi place różnych stolic świata, np. Paryża (Place dé la Concorde), Rzymu czy Londynu.
Wadą takiego prymitywnego zegara jest to, że czas odmierzany jest tzw. godzinami nierównymi, których długość trwania zmienia się w ciągu roku. Podobnie funkcjonują zegary z poziomą wskazówką i pionową tarczą (np. kościelne zegary godzin kanonicznych, używane w okresie średniowiecza – por. dwa zegary drapane w Stróżyskach).
Wykorzystanie gnomonu jako zegara azymutalnego odmierzającego czas w systemie godzin równych wymagałoby naniesienia na tarczę zegara bardzo wielu skal godzinowych odpowiadających różnym datom kalendarzowym (dla połowy roku), co spowodowałoby kompletną nieczytelność takiej podziałki. Praktyczną realizacją gnomonu wyskalowanego w systemie czasu jednostajnego jest zegar wysokościowy. Jest to jednak rozwiązanie kompromisowe, w którym konsekwencją przyjęcia skali godzin równych jest niejednoznaczność wskazań takiego zegara (ze względu na datę kalendarzową i porę dnia).
W pierwotnym znaczeniu termin „gnomon” jest używany w odniesieniu do każdej wskazówki zegara słonecznego, także wskazówki biegunowej. Od tego wyrazu utworzono również nazwy: „gnomonika” – dla określenia działu astronomii praktycznej (stosowanej) dotyczącej konstruowania i stosowania zegarów słonecznych (jej rozkwit przypada na okres od XIV do XVII wieku) oraz „gnomonik” – uczony lub rzemieślnik zajmujący się zegarami słonecznymi.